# Olympische Winterspiele 1952/Teilnehmer (Österreich)
| Gelbes Symbol für Goldmedaillen mit stilisierten Olympischen Ringen | Graues Symbol für Silbermedaillen mit stilisierten Olympischen Ringen | Braundes Symbol für Bronzemedaillen mit stilisierten Olympischen Ringen |
| ------------------------------------------------------------------- | --------------------------------------------------------------------- | ----------------------------------------------------------------------- |
| 2                                                                   | 4                                                                     | 2                                                                       |

Österreich nahm an den Olympischen Winterspielen 1952 in der norwegischen Hauptstadt Oslo mit 39 Athleten, acht Frauen und 31 Männern, teil.
Seit 1924 war es die sechste Teilnahme eines österreichischen Teams bei Olympischen Winterspielen.

## Flaggenträger
Der Skispringer Josef Bladl trug die Flagge Österreichs während der Eröffnungsfeier im Bislett-Stadion.

## Medaillen
Mit zwei gewonnenen Gold-, vier Silber- und zwei Bronzemedaillen belegte das österreichische Team Platz 5 im Medaillenspiegel.

### Medaillenspiegel
| Rang   | Sportart     | Gold | Silber | Bronze | Gesamt |
| ------ | ------------ | ---- | ------ | ------ | ------ |
| 1      | Ski Alpin    | 2    | 3      | 2      | 5      |
| 2      | Eiskunstlauf | —    | 1      | —      | 1      |
| Gesamt | Gesamt       | 2    | 4      | 2      | 8      |

### Medaillengewinner
| Name/n              | Sportart     | Wettkampf    |
| ------------------- | ------------ | ------------ |
| Gold                |              |              |
| Trude Jochum-Beiser | Ski Alpin    | Abfahrt      |
| Othmar Schneider    | Ski Alpin    | Slalom       |
| Silber              |              |              |
| Helmut Seibt        | Eiskunstlauf | Einzel       |
| Othmar Schneider    | Ski Alpin    | Abfahrt      |
| Dagmar Rom          | Ski Alpin    | Riesenslalom |
| Christian Pravda    | Ski Alpin    | Riesenslalom |
| Bronze              |              |              |
| Christian Pravda    | Ski Alpin    | Abfahrt      |
| Toni Spiss          | Ski Alpin    | Riesenslalom |

## Teilnehmer nach Sportarten

### Bob
| Athleten                                                     | Wettbewerb | Lauf 1      | Lauf 2      | Lauf 3      | Lauf 4      | Gesamt      | Gesamt |
| Athleten                                                     | Wettbewerb | Lauf 1      | Lauf 2      | Lauf 3      | Lauf 4      | Zeit        | Rang   |
| ------------------------------------------------------------ | ---------- | ----------- | ----------- | ----------- | ----------- | ----------- | ------ |
| Franz Eckhardt Karl Wagner                                   | Zweierbob  | 1:24,16 min | 1:24,54 min | 1:24,00 min | 1:24,34 min | 5:37,04 min | 9      |
| Heinz Hoppichler Wilfried Thurner                            | Zweierbob  | 1:30,27 min | 1:28,30 min | 1:27,78 min | 1:27,51 min | 5:53,86     | 16     |
| Paul Aste Franz Eckhardt Hermann Palka Karl Wagner           | Viererbob  | 1:19,34 min | 1:18,91 min | 1:18,27 min | 1:18,22 min | 5:14,74 min | 5      |
| Heinz Hoppichler Franz Kneissl Kurt Loserth Wilfried Thurner | Viererbob  | 1:19:51 min | 1:20,25 min | 1:20,44 min | DNF         | DNF         | DNF    |

### Eiskunstlauf
| Athleten                  | Wettbewerbe | Pflicht | Kür | Platzziffer | Gesamt  | Gesamt |
| Athleten                  | Wettbewerbe | Pflicht | Kür | Platzziffer | Punkte  | Rang   |
| ------------------------- | ----------- | ------- | --- | ----------- | ------- | ------ |
| Kurt Oppelt               | Herren      | 11      | 10  | 98          | 137,033 | 11     |
| Helmut Seibt              | Herren      | 2       | 5   | 23          | 180,144 | Silber |
| Annelies Schilhan         | Damen       | 19      | 12  | 140         | 134,744 | 16     |
| Sissy Schwarz             | Damen       | 22      | 18  | 178         | 126,878 | 19     |
| Kurt Oppelt Sissy Schwarz | Paarlauf    | -       | -   | 83,0        | 9,469   | 9      |

### Eisschnelllauf
| Athleten          | Wettbewerbe | Zeit        | Rang |
| ----------------- | ----------- | ----------- | ---- |
| Arthur Mannsbarth | 500 m       | 47,6 s      | 37   |
| Arthur Mannsbarth | 1500 m      | 2:26,6 min  | 22   |
| Arthur Mannsbarth | 5000 m      | 8:36,3 min  | 8    |
| Arthur Mannsbarth | 10.000 m    | 17:44,2 min | 11   |
| Franz Offenberger | 500 m       | 45,9 s      | 25   |
| Franz Offenberger | 1500 m      | 2:25,9 min  | 20   |
| Franz Offenberger | 5000 m      | 9:03,0 min  | 20   |
| Franz Offenberger | 10.000 m    | 19:04,2 min | 26   |
| Konrad Pecher     | 500 m       | 47,3 s      | 36   |
| Konrad Pecher     | 1500 m      | 2:34,8 min  | 36   |
| Konrad Pecher     | 5000 m      | 9:04,9 min  | 32   |

### Ski Alpin
| Athleten            | Wettbewerbe  | 1. Lauf    | 2. Lauf    | Gesamt     | Gesamt |
| Athleten            | Wettbewerbe  | 1. Lauf    | 2. Lauf    | Zeit       | Rang   |
| ------------------- | ------------ | ---------- | ---------- | ---------- | ------ |
| Frauen              |              |            |            |            |        |
| Trude Jochum-Beiser | Abfahrt      | -          | -          | 1:47,1 min | Gold   |
| Trude Jochum-Beiser | Riesenslalom | -          | -          | 2:14,3 min | 11     |
| Trude Jochum-Beiser | Slalom       | 1:08,7 min | 1:07,2 min | 2:15,9 min | 8      |
| Trude Klecker       | Abfahrt      | -          | -          | 1:57,9 min | 24     |
| Trude Klecker       | Riesenslalom | -          | -          | 2:11,4 min | 4      |
| Erika Mahringer     | Abfahrt      | -          | -          | 1:49,5 min | 4      |
| Erika Mahringer     | Riesenslalom | -          | -          | 2:16,8 min | 17     |
| Erika Mahringer     | Slalom       | 1:18,6 min | 1:08,0 min | 2:26,6 min | 22     |
| Rosi Sailer         | Slalom       | 1:09,3 min | 1:11,6 min | 2:20,9 min | 17     |
| Dagmar Rom          | Abfahrt      | -          | -          | 1:49,8 min | 5      |
| Dagmar Rom          | Riesenslalom | -          | -          | 2:09,0 min | Silber |
| Dagmar Rom          | Slalom       | 1:57,7 min | 1:10,2 min | 3:07,9 min | 36     |
| Männer              |              |            |            |            |        |
| Otto Linher         | Abfahrt      | -          | -          | 2:47,9 min | 28     |
| Christian Pravda    | Abfahrt      | -          | -          | 2:32,4 min | Silber |
| Christian Pravda    | Riesenslalom | -          | -          | 2:26,9 min | Bronze |
| Christian Pravda    | Slalom       | 1:01,5 min | 1:48,2 min | 2:54,7 min | 29     |
| Othmar Schneider    | Abfahrt      | -          | -          | 2:32,0 min | Gold   |
| Othmar Schneider    | Slalom       | 59,5 s     | 1:00,5 min | 2:00,0 min | Silber |
| Toni Spiss          | Riesenslalom | -          | -          | 2:28,8 min | Bronze |
| Toni Spiss          | Slalom       | DNF        | DNF        | DNF        | DNF    |
| Egon Schöpf         | Abfahrt      | DSQ        | DSQ        | DSQ        | DSQ    |
| Egon Schöpf         | Slalom       | DSQ        | DSQ        | DSQ        | DSQ    |
| Hans Senger         | Riesenslalom | -          | -          | 2:33,6 min | 9      |
| Hans Senger         | Slalom       | 59,2 s     | DSQ        | DSQ        | DSQ    |

### Ski Nordisch

#### Langlauf
| Athleten                                                      | Wettbewerbe       | Zeit      | Rang |
| ------------------------------------------------------------- | ----------------- | --------- | ---- |
| Frauen                                                        |                   |           |      |
| Lizzy Kladensky                                               | 10 km             | DNF       | DNF  |
| Männer                                                        |                   |           |      |
| Hans Eder                                                     | 18 km             | 1:10,13 h | 31   |
| Leopold Kohl                                                  | 18 km             | 1:13,10 h | 51   |
| Friedrich Krischan                                            | 18 km             | 1:11,54 h | 43   |
| Hias Noichl                                                   | 18 km             | 1:09,48 h | 28   |
| Peter Radacher                                                | 18 km             | DNF       | DNF  |
| Josef Schiffner                                               | 18 km             | 1:17,31 h | 69   |
| Sepp Schneeberger                                             | 18 km             | 1:09,12 h | 23   |
| Oskar Schulz                                                  | 18 km             | 1:12,37 h | 38   |
| Hans Eder Friedrich Krischan Karl Rafreider Sepp Schneeberger | 4 × 10 km Staffel | 2:34,36 h | 5    |

#### Skispringen
| Athleten          | 1. Durchgang | 2. Durchgang | Gesamt | Gesamt |
| Athleten          | Weite        | Weite        | Punkte | Rang   |
| ----------------- | ------------ | ------------ | ------ | ------ |
| Sepp Bradl        | 50,5 m       | DNS          | DNF    | DNF    |
| Rudi Dietrich     | 63,0 m       | 62,5 m       | 198,0  | 21     |
| Hans Eder         | 57,5 m       | 55,5 m       | 188,5  | 29     |
| Walter Steinegger | 61,5 m       | 63,0 m       | 202,0  | 14     |

#### Nordische Kombination
| Athleten        | Skispringen | Skilanglauf | Punkte  | Rang |
| Athleten        | Punkte      | Punkte      | Punkte  | Rang |
| --------------- | ----------- | ----------- | ------- | ---- |
| Hans Eder       | 209,0       | 211,575     | 420,575 | 9    |
| Leopold Kohl    | 182,5       | 200,848     | 383,348 | 18   |
| Josef Schiffner | 186,5       | 185,030     | 371,530 | 20   |
| Peter Radacher  | 150,0       | DNF         | DNF     | DNF  |

## Weblink
- Österreich in der Datenbank von Olympedia.org (englisch)